# David Bisbal
David Bisbal, född 5 juni 1979 i Almería, är en spansk sångare.

## Karriär

### 2001
I oktober 2001 gick han på audition för den första säsongen av TV-programmet Operación Triunfo. Han kom med i programmet och nådde där andra plats efter vinnande Rosa López. Finalen användes som Spaniens nationella uttagning till Eurovision Song Contest 2002 och den låt Bisbal fått att tävla med var "Corazón latino". Hans andra plats av de tre finalisterna gav honom 32,8 procent av rösterna. Dock fick han följa med som bakgrundssångare åt López och framföra hennes vinnande låt "Europe's Living a Celebration" I ESC-finalen. Den hölls den 25 maj 2002 i Tallinn i Estland och bidraget slutade där på sjunde plats med 81 poäng.

### 2002-2003
Efter sitt deltagande i tävlingen släppte han sitt eget solo-debutalbum Corazón latino, detta efter att ha skrivit på ett skivkontrakt med Vale Music. Han kom snart att bli den mest framgångsrika artisten av deltagarna i tävlingen även om han inte hade vunnit den. Albumet sålde fler än en miljon exemplar och gav hitsinglar som "Ave María", "Lloraré las penas" och "Dígle". I och med succén kunde han år 2003 ta emot priset för "bästa nya artist" vid Latin Grammy Award. Hans album släpptes även i Latinamerika där han i slutet av 2003 gjorde livekonserter i tolv länder.

### 2004-2005
År 2004 släppte han singeln "Bulería" inför sitt kommande album med samma titel. Låten blev en hit och albumet Bulería sålde precis som hans debutalbum fler än en miljon exemplar. Nya hitsinglar från albumet blev förutom huvudsingeln även "Oye el boom" och "Camina y ven" år 2004, samt "Cómo olvidar" året därpå. År 2005 släppte han även sitt första livealbum Todo por ustedes.

### 2006-2008
Ett självbetitlat samlingsalbum med alla hits från sina två första studioalbum, David Bisbal, gavs ut år 2006. Samma år kom även det tredje studioalbumet Premonición som nästan kom upp i en miljon sålda exemplar. Från albumet kom bland annat hitlåten "Silencio" som blev populär inte bara i spansktalande länder, utan nådde topplaceringar på de nationella singellistorna i flera andra europeiska länder. Låtens tillhörande musikvideo har visats fler än 7 miljoner gånger på Youtube. Andra framgångsrika singlar från albumet var "Quien me iba a decir" och "Torre de babel", den andra framförd tillsammans med Vicente Amigo och Wisin & Yandel. En liveversion av albumet släpptes dessutom år 2007 med titeln Premonición Live. På livealbumet framförde han bland annat en liveversion av Rihannas låt "Hate That I Love You" tillsammans med henne.

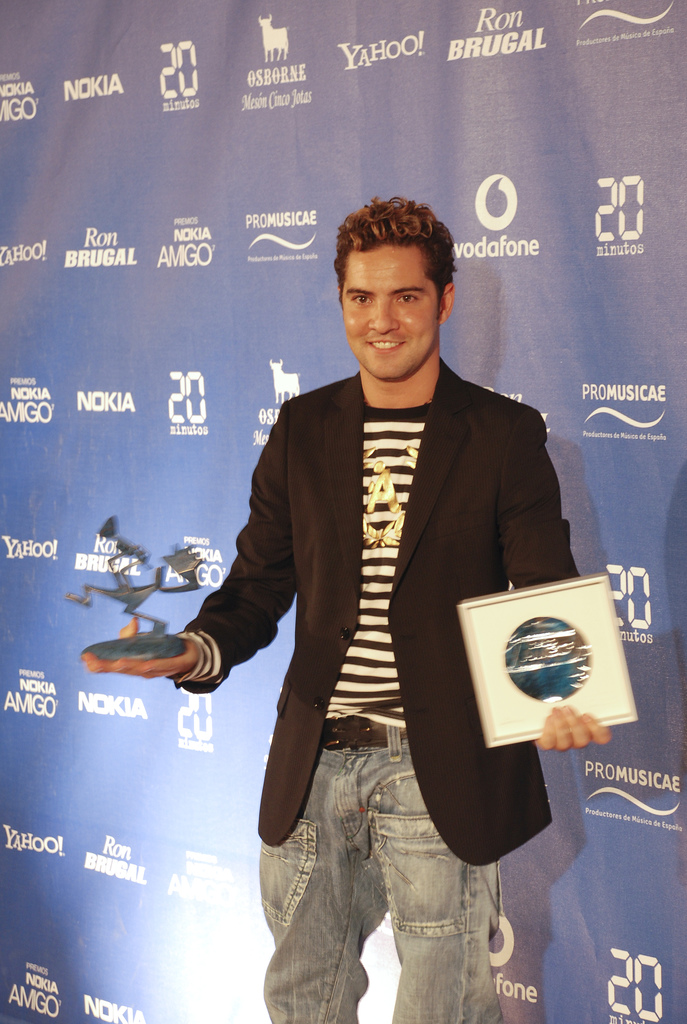
David Bisbal år 2007.

### 2009-idag
Succén fortsatte med hans fjärde studioalbum Sin mirar atrás som gavs ut den 20 oktober 2009, även om försäljningen inte nådde samma siffror som de tre första albumen. Trots detta sålde det över en halv miljon exemplar och gav två nya hitsinglar i "Esclavo de sus beso" och "Mi princesa". År 2009 spelade han även in låten "Sufriras" tillsammans med Pixie Lott som kom med på en uppgraderad version av Sin mirar atrás. År 2010 spelade han in den spanska versionen av låten "Wavin' Flag" tillsammans med originalartisten K'naan, detta för Världsmästerskapet i fotboll 2010. Han återvände 2011 med ett nytt livealbum med titeln Una noche en el teatro real. År 2012 släpptes även "Sombra y luz" som hans första nya singel från skivan. Vid Latin Grammy Award år 2012 tog han dessutom emot priset för "bästa traditionella popalbum" för albumet.

## Diskografi

### Studioalbum
- 2002 – Corazón latino
- 2004 – Bulería
- 2006 – Premonición
- 2009 – Sin mirar atrás

### Samlingsalbum
- 2006 – David Bisbal

### Livealbum
- 2005 – Todo por ustedes
- 2007 – Premonición Live
- 2011 – Una noche en el teatro real

### Singlar
- 2002 – "Corazón latino"
- 2002 – "Ave María"
- 2002 – "Lloraré las penas"
- 2002 – "Dígale"
- 2003 – "Quiero perderme en tu cuerpo"
- 2003 – "Cómo será"
- 2003 – "Rosa y espinas" (med David Civera)
- 2004 – "Bulería"
- 2004 – "Oye el boom"
- 2004 – "Desnúdate mujer"
- 2004 – "Camina y ven"
- 2005 – "Me derrumbo"
- 2005 – "Cómo olvidar"
- 2005 – "Esta ausencia"
- 2005 – "Todo por ustedes"
- 2006 – "Let’s Make History" (med Joana Zimmer)
- 2006 – "Quien me iba a decir"
- 2006 – "Silencio"
- 2006 – "Soldado de papel" (med Tomatito)
- 2007 – "Amar es lo que quiero"
- 2007 – "Torre de babel" (med Vicente Amigo & Wisin & Yandel)
- 2007 – "Premonición"
- 2008 – "Hate That I Love You (spanglish)" (med Rihanna)
- 2009 – "Esclavo de sus besos"
- 2009 – "Mi princesa"
- 2010 – "Wavin' Flag (spansk)" (med K'naan)
- 2010 – "Sin mirar atrás"
- 2010 – "24 horas"
- 2012 – "Sombra y luz"